# County town
En county town (dansk: grevskabsby) er et nuværende eller tidligere administrativt center i et grevskab.
Der findes county towns i Storbritannien, i Irland og på Jamaica.

## County seat
I USA, Canada, Taiwan og Rumænien er county seat den engelske betegnelse for grevskabernes administrationsbyer.
| Forvaltning | Spire Denne artikel om forvaltning er en spire som bør udbygges. Du er velkommen til at hjælpe Wikipedia ved at udvide den. |